# 异侧鸟蛤
异侧鸟蛤（学名：Papyridea lata），是帘蛤目鸟尾蛤科Papyridea屬的一种。分佈於大西洋沿岸的巴西北部、墨西哥灣、佛羅里達州東部及西非海岸，但亦有報告指在南中國海亦有發現。常生活在浅海泥沙的海底，潮间带尚未曾发现。